# Demetre Rivers
Demetre Rivers (Goose Creek (Carolina del Sur)); 7 de diciembre de 1995) es un jugador de baloncesto con nacionalidad estadounidense. Con 2,03 metros de altura juega en la posición de escolta. Actualmente forma parte de la plantilla del Pallacanestro Brescia de la Lega Basket Serie A.

## Trayectoria
Es un jugador natural de Goose Creek (Carolina del Sur), formado en la Universidad Mercer, situada en Macon, Georgia, con la que jugó durante cuatro temporadas en la NCAA con los Mercer Bears desde 2014 a 2018. 
Tras no ser drafteado en 2018, firmaría con los Maine Red Claws de la NBA G League, con los que disputaría dos encuentros..
En la temporada 2018-19, firma por el KK Pärnu de la Alexela KML, donde disputa 16 partidos en los que promedia 17.56 puntos.
El 17 de julio de 2019, firma por Sopron KC de la A Division, donde disputa 21 partidos en los que promedia 13.57 puntos en la temporada 2019-20.
En la temporada 2020-21, firma por el Kaposvári KK de la A Division, donde disputa 34 partidos en los que promedia 17.26 puntos.
El 28 de julio de 2021, se compromete con el CEZ Nymburk de la NBL checa, con el que disputa 18 partidos de liga en los que promedia 8.06 puntos y 6 encuentros del Eurocup en los que promedia 11.50 puntos.
El 29 de diciembre de 2021, firma con P.A.O.K. BC de la A1 Ethniki.
En la temporada 2022-23, firma por el Büyükçekmece Basketbol de la Türkiye Basketbol 1. Ligi.